# Světový pohár v alpském lyžování

Lindsey Vonnová po skončení sezóny 2010 s 8 křišťálovými glóby, včetně 3 velkých za celkové vítězství v letech 2008, 2009 a 2010. Do roku 2015 získala celkem 19 glóbů.

Světový pohár v alpském lyžování (francouzsky: Coupe du monde de ski alpin; anglicky: FIS Alpine Ski World Cup) je nejvyšší soutěžní úroveň alpského lyžování, založená v roce 1966 skupinou lyžařů a odborníků zahrnujících francouzského novináře Serge Langa a vedoucí reprezentačních družstev Francie (Honore Bonneta) a Spojených států (Boba Beattieho). Krátce po vzniku, během mistrovství světa 1966 v chilském Portillu, byl pohár podpořen prezidentem Mezinárodní lyžařské federace (FIS) Marcem Hodlerem. Po kongresu FIS v libanonském Bejrútu konaném na jaře 1967 se stal natrvalo oficiální událostí pořádanou touto sportovní organizací. První závod premiérové sezóny 1967 se konal 5. ledna 1967 v západoněmeckém Berchtesgadenu. Debutovými celkovými vítězi poháru se stali Francouz Jean-Claude Killy a Kanaďanka Nancy Greeneová.
Závody se dominantně konají v alpských lyžařských areálech Evropy s pravidelnými zastávkami ve Skandinávii, Severní Americe a Východní Asii. Lyžaři soutěží o nejlepší dosažené časy ve čtyřech disciplínách: slalomu, obřím slalomu, super obřím slalomu a sjezdu. Pátou disciplínou je kombinace (resp. super kombinace) složená ze sjezdu či Super G a slalomu. Méně často pak probíhají soutěže v paralelním slalomu a paralelním obřím slalomu a také paralelní soutěž družstev.
Světový pohár původně zahrnoval pouze slalom, obří slalom a sjezd. Kombinační události byly do programu zařazeny v sezóně 1975 a Super G se poprvé jelo až v roce 1983. Paralelní závody měly premiéru v roce 1975. Současný bodovací systém je používán od sezóny 1992. V každém závodu je bodováno prvních třicet lyžařů. Vítěz získává 100 bodů, druhý 80, třetí 60 a třicátý pak 1 bod. Závodník s největším počtem bodů na konci každé sezóny, obvykle uprostřed března, získává vítězství v konkrétní disciplíně světového poháru – malý křišťálový glóbus, který váží 3,5 kilogramu. Lyžař s největším počtem bodů ve všech disciplínách, pak vyhrává celkové hodnocení poháru – velký křišťálový glóbus o hmotnosti devíti kilogramů.
Světový pohár se koná každoročně a je považován za nejprestižnější soutěž alpského lyžování po olympijských hrách. Oproti nim klade na lyžaře vysoké nároky po celou sezónu, nikoli pouze v jediném závodě, a nejlepší v celkové klasifikaci musí prokázat lyžařské kvality ve více specializacích.
Nižší úrovně poháru v alpském lyžování zahrnují konání NorAm Cup v Severní Americe a Evropský pohár v Evropě.

## Celkoví vítězové – velký křišťálový glóbus
| Rok  | Muži                        | Muži                   | Ženy                            | Ženy                   |
| Rok  | Lyžař                       | Stát                   | Lyžařka                         | Stát                   |
| ---- | --------------------------- | ---------------------- | ------------------------------- | ---------------------- |
| 1967 | Jean-Claude Killy           | Francie                | Nancy Greeneová                 | Kanada                 |
| 1968 | Jean-Claude Killy (2)       | Francie                | Nancy Greeneová (2)             | Kanada                 |
| 1969 | Karl Schranz                | Rakousko               | Gertrud Gablová                 | Rakousko               |
| 1970 | Karl Schranz (2)            | Rakousko               | Michèle Jacotová                | Francie                |
| 1971 | Gustav Thöni                | Itálie                 | Annemarie Pröllová              | Rakousko               |
| 1972 | Gustav Thöni (2)            | Itálie                 | Annemarie Pröllová (2)          | Rakousko               |
| 1973 | Gustav Thöni (3)            | Itálie                 | Annemarie Pröllová (3)          | Rakousko               |
| 1974 | Piero Gros                  | Itálie                 | Annemarie Pröllová (4)          | Rakousko               |
| 1975 | Gustav Thöni (4)            | Itálie                 | Annemarie Pröllová (5)          | Rakousko               |
| 1976 | Ingemar Stenmark            | Švédsko                | Rosi Mittermaierová             | Západní Německo        |
| 1977 | Ingemar Stenmark (2)        | Švédsko                | Lise-Marie Morerodová           | Švýcarsko              |
| 1978 | Ingemar Stenmark (3)        | Švédsko                | Hanni Wenzelová                 | Lichtenštejnsko        |
| 1979 | Peter Lüscher               | Švýcarsko              | Annemarie Moserová-Pröllová (6) | Rakousko               |
| 1980 | Andreas Wenzel              | Lichtenštejnsko        | Hanni Wenzelová (2)             | Lichtenštejnsko        |
| 1981 | Phil Mahre                  | Spojené státy americké | Marie-Theres Nadigová           | Švýcarsko              |
| 1982 | Phil Mahre (2)              | Spojené státy americké | Erika Hessová                   | Švýcarsko              |
| 1983 | Phil Mahre (3)              | Spojené státy americké | Tamara McKinneyová              | Spojené státy americké |
| 1984 | Pirmin Zurbriggen           | Švýcarsko              | Erika Hessová (2)               | Švýcarsko              |
| 1985 | Marc Girardelli             | Lucembursko            | Michela Figiniová               | Švýcarsko              |
| 1986 | Marc Girardelli (2)         | Lucembursko            | Maria Walliserová               | Švýcarsko              |
| 1987 | Pirmin Zurbriggen (2)       | Švýcarsko              | Maria Walliserová (2)           | Švýcarsko              |
| 1988 | Pirmin Zurbriggen (3)       | Švýcarsko              | Michela Figiniová (2)           | Švýcarsko              |
| 1989 | Marc Girardelli (3)         | Lucembursko            | Vreni Schneiderová              | Švýcarsko              |
| 1990 | Pirmin Zurbriggen (4)       | Švýcarsko              | Petra Kronbergerová             | Rakousko               |
| 1991 | Marc Girardelli (4)         | Lucembursko            | Petra Kronbergerová (2)         | Rakousko               |
| 1992 | Paul Accola                 | Švýcarsko              | Petra Kronbergerová (3)         | Rakousko               |
| 1993 | Marc Girardelli (5)         | Lucembursko            | Anita Wachterová                | Rakousko               |
| 1994 | Kjetil André Aamodt         | Norsko                 | Vreni Schneiderová (2)          | Švýcarsko              |
| 1995 | Alberto Tomba               | Itálie                 | Vreni Schneiderová (3)          | Švýcarsko              |
| 1996 | Lasse Kjus                  | Norsko                 | Katja Seizingerová              | Německo                |
| 1997 | Luc Alphand                 | Francie                | Pernilla Wibergová              | Švédsko                |
| 1998 | Hermann Maier               | Rakousko               | Katja Seizingerová (2)          | Německo                |
| 1999 | Lasse Kjus (2)              | Norsko                 | Alexandra Meissnitzerová        | Rakousko               |
| 2000 | Hermann Maier (2)           | Rakousko               | Renate Götschlová               | Rakousko               |
| 2001 | Hermann Maier (3)           | Rakousko               | Janica Kostelićová              | Chorvatsko             |
| 2002 | Stephan Eberharter          | Rakousko               | Michaela Dorfmeisterová         | Rakousko               |
| 2003 | Stephan Eberharter (2)      | Rakousko               | Janica Kostelićová (2)          | Chorvatsko             |
| 2004 | Hermann Maier (4)           | Rakousko               | Anja Pärsonová                  | Švédsko                |
| 2005 | Bode Miller                 | Spojené státy americké | Anja Pärsonová (2)              | Švédsko                |
| 2006 | Benjamin Raich              | Rakousko               | Janica Kostelićová (3)          | Chorvatsko             |
| 2007 | Aksel Lund Svindal          | Norsko                 | Nicole Hospová                  | Rakousko               |
| 2008 | Bode Miller (2)             | Spojené státy americké | Lindsey Vonnová                 | Spojené státy americké |
| 2009 | Aksel Lund Svindal (2)      | Norsko                 | Lindsey Vonnová (2)             | Spojené státy americké |
| 2010 | Carlo Janka                 | Švýcarsko              | Lindsey Vonnová (3)             | Spojené státy americké |
| 2011 | Ivica Kostelić              | Chorvatsko             | Maria Rieschová                 | Německo                |
| 2012 | Marcel Hirscher             | Rakousko               | Lindsey Vonnová (4)             | Spojené státy americké |
| 2013 | Marcel Hirscher (2)         | Rakousko               | Tina Mazeová                    | Slovinsko              |
| 2014 | Marcel Hirscher (3)         | Rakousko               | Anna Fenningerová               | Rakousko               |
| 2015 | Marcel Hirscher (4)         | Rakousko               | Anna Fenningerová (2)           | Rakousko               |
| 2016 | Marcel Hirscher (5)         | Rakousko               | Lara Gutová                     | Švýcarsko              |
| 2017 | Marcel Hirscher (6)         | Rakousko               | Mikaela Shiffrinová             | Spojené státy americké |
| 2018 | Marcel Hirscher (7)         | Rakousko               | Mikaela Shiffrinová (2)         | Spojené státy americké |
| 2019 | Marcel Hirscher (8)         | Rakousko               | Mikaela Shiffrinová (3)         | Spojené státy americké |
| 2020 | Aleksander Aamodt Kilde (1) | Norsko                 | Federica Brignoneová            | Itálie                 |
| 2021 | Alexis Pinturault           | Francie                | Petra Vlhová                    | Slovensko              |
| 2022 | Marco Odermatt (1)          | Švýcarsko              | Mikaela Shiffrinová (4)         | Spojené státy americké |
| 2023 |                             |                        |                                 |                        |

### Celkoví vítězové podle státu
- Aktualizace po sezoně 2020/2021

| Rakousko               | 34 | 17 | 17 |
| Švýcarsko              | 19 | 7  | 12 |
| Spojené státy americké | 13 | 5  | 8  |
| Itálie                 | 7  | 6  | 1  |
| Norsko                 | 6  | 6  | –  |
| Švédsko                | 6  | 3  | 3  |
| Lucembursko            | 5  | 5  | –  |
| Chorvatsko             | 4  | 1  | 3  |
| Francie                | 5  | 4  | 1  |
| Německo                | 3  | –  | 3  |
| Lichtenštejnsko        | 3  | 1  | 2  |
| Kanada                 | 2  | –  | 2  |
| Slovinsko              | 1  | –  | 1  |
| Západní Německo        | 1  | –  | 1  |
| Slovensko              | 1  | –  | 1  |

## Nejvíce celkových vítězství podle závodníků
Seznam obsahuje lyžaře s minimálně třemi celkovými tituly.
| Muž               | Stát                   | Aktivní   | Celkem SP | Disciplína | Disciplína | Disciplína | Disciplína | Disciplína |
| Muž               | Stát                   | Aktivní   | Celkem SP | Sjezd      | Super G    | OS         | Slalom     | Kombinace  |
| ----------------- | ---------------------- | --------- | --------- | ---------- | ---------- | ---------- | ---------- | ---------- |
| Marcel Hirscher   | Rakousko               | 2008–2019 | 8         | –          | –          | 6          | 6          | –          |
| Marc Girardelli   | Lucembursko            | 1980–1996 | 5         | 2          | -          | 1          | 3          | 4          |
| Gustav Thöni      | Itálie                 | 1969–1980 | 4         | -          | NA         | 3          | 2          | -          |
| Pirmin Zurbriggen | Švýcarsko              | 1981–1990 | 4         | 2          | 4          | 3          | -          | 3          |
| Hermann Maier     | Rakousko               | 1996–2009 | 4         | 2          | 5          | 3          | -          | -          |
| Ingemar Stenmark  | Švédsko                | 1973–1989 | 3         | -          | -          | 8          | 8          | -          |
| Phil Mahre        | Spojené státy americké | 1975–1984 | 3         | -          | -          | 2          | 1          | 4          |

| Žena                        | Stát                   | Aktivní      | Celkem SP | Disciplína | Disciplína | Disciplína | Disciplína | Disciplína |
| Žena                        | Stát                   | Aktivní      | Celkem SP | Sjezd      | Super G    | OS         | Slalom     | Kombinace  |
| --------------------------- | ---------------------- | ------------ | --------- | ---------- | ---------- | ---------- | ---------- | ---------- |
| Annemarie Moserová-Pröllová | Rakousko               | 1969–1980    | 6         | 7          | NA         | 3          | -          | 2          |
| Lindsey Vonnová             | Spojené státy americké | 2000–2019    | 4         | 8          | 5          | -          | -          | 3          |
| Mikaela Shiffrinová         | Spojené státy americké | 2011-aktivní | 3         | -          | 1          | 1          | 6          | -          |
| Petra Kronbergerová         | Rakousko               | 1987–1992    | 3         | -          | -          | -          | 1          | -          |
| Vreni Schneiderová          | Švýcarsko              | 1984–1995    | 3         | -          | -          | 5          | 6          | -          |
| Janica Kostelićová          | Chorvatsko             | 1998–2006    | 3         | -          | -          | -          | 3          | 4          |

## Nejvíce sezónních vítězství podle disciplín
Seznam obsahuje závodníky, kteří získali nejvíce vítězství v konkrétní disciplíně Světového poháru.
| Disciplína  | Muži                | Muži     | Muži  |                                       | Ženy                           | Ženy  | Ženy |
| Disciplína  | Lyžař               | Stát     | Počet | Lyžařka                               | Stát                           | Počet |      |
| ----------- | ------------------- | -------- | ----- | ------------------------------------- | ------------------------------ | ----- | ---- |
| Sjezd       | Franz Klammer       | Rakousko | 5     | Lindsey Vonnová                       | Spojené státy americké         | 8     |      |
| Super G     | Hermann Maier       | Rakousko | 5     | Katja Seizingerová Lindsey Vonnová    | Německo Spojené státy americké | 5     |      |
| Obří slalom | Ingemar Stenmark    | Švédsko  | 8     | Vreni Schneiderová                    | Švýcarsko                      | 5     |      |
| Slalom      | Ingemar Stenmark    | Švédsko  | 8     | Vreni Schneiderová                    | Švýcarsko                      | 6     |      |
| Kombinace   | Kjetil André Aamodt | Norsko   | 5     | Brigitte Oertliová Janica Kostelićová | Švýcarsko Chorvatsko           | 4     |      |

## Nejvíce vítězných závodů podle disciplín
Seznam nejvíce vítězných závodů podle disciplín ve Světovém poháru je aktualizován k 29. březnu 2018.
| Disciplína  | Muži (nejlepší tři)                             | Muži (nejlepší tři)                     | Muži (nejlepší tři) |                                                                 | Ženy (nejlepší tři)                       | Ženy (nejlepší tři) | Ženy (nejlepší tři) |
| Disciplína  | Lyžař                                           | Stát                                    | Výhry               | Lyžařka                                                         | Stát                                      | Výhry               |                     |
| ----------- | ----------------------------------------------- | --------------------------------------- | ------------------- | --------------------------------------------------------------- | ----------------------------------------- | ------------------- | ------------------- |
| Sjezd       | Franz Klammer Peter Müller Stephan Eberharter   | Rakousko Švýcarsko Rakousko             | 25 19 18            | Lindsey Vonnová Annemarie Moserová Renate Götschlová            | Spojené státy americké Rakousko           | 43 36 24            |                     |
| Super G     | Hermann Maier Aksel Lund Svindal Kjetil Jansrud | Rakousko Norsko                         | 24 16 11            | Lindsey Vonnová Renate Götschlová Katja Seizingerová            | USA Rakousko Německo                      | 28 17 16            |                     |
| Obří slalom | Ingemar Stenmark Marcel Hirscher Ted Ligety     | Švédsko Rakousko Spojené státy americké | 46 28 24            | Vreni Schneiderová Annemarie Moserová-Pröllová Anita Wachterová | Švýcarsko Rakousko                        | 20 16 14            |                     |
| Slalom      | Ingemar Stenmark Alberto Tomba Marcel Hirscher  | Švédsko Itálie Rakousko Norsko          | 40 35 27            | Marlies Schildová Vreni Schneiderová Mikaela Shiffrin           | Rakousko Švýcarsko Spojené státy americké | 35 34 21            |                     |
| Kombinace   | Marc Girardelli Pirmin Zurbriggen Phil Mahre    | Lucembursko Švýcarsko USA               | 11                  | Hanni Wenzelová Annemarie Moserová-Pröllová Brigitte Oertliová  | Lichtenštejnsko Rakousko Švýcarsko        | 8 7 7               |                     |

## Nejvíce vítězných závodů
Počet vítězství závodníků v jednotlivých disciplínách a celkově. Seznam obsahuje lyžaře, kteří vyhráli minimálně 20 závodů Světového poháru.
| Pořadí | Muži                 | Stát        | Aktivní      | Výhry | Sjezd | Super G | OS | Slalom | Kombinace | Paral. |
| ------ | -------------------- | ----------- | ------------ | ----- | ----- | ------- | -- | ------ | --------- | ------ |
| 1.     | Ingemar Stenmark     | Švédsko     | 1973–1989    | 86    | -     | -       | 46 | 40     | -         | (2)*   |
| 2.     | Marcel Hirscher      | Rakousko    | 2008–aktivní | 68    | -     | 1       | 32 | 32     | -         | 3      |
| 3.     | Hermann Maier        | Rakousko    | 1996–2009    | 54    | 15    | 24      | 14 | -      | 1         | -      |
| 4.     | Alberto Tomba        | Itálie      | 1986–1998    | 50    | -     | -       | 15 | 35     | -         | (1)*   |
| 5.     | Marc Girardelli      | Lucembursko | 1980–1996    | 46    | 3     | 9       | 7  | 16     | 11        | -      |
| 6.     | Pirmin Zurbriggen    | Švýcarsko   | 1981–1990    | 40    | 10    | 10      | 7  | 2      | 11        | (1)*   |
| 7.     | Benjamin Raich       | Rakousko    | 1997–2015    | 36    | -     | 1       | 14 | 14     | 7         | -      |
| 8.     | Aksel Lund Svindal   | Norsko      | 2001–aktivní | 35    | 14    | 16      | 4  | 1      | -         | -      |
| 9.     | Bode Miller          | USA         | 1997–2014    | 33    | 8     | 5       | 9  | 5      | 6         | -      |
| 10.    | Stephan Eberharter   | Rakousko    | 1989–2004    | 29    | 18    | 6       | 5  | -      | -         | -      |
| 11.    | Phil Mahre           | USA         | 1975–1984    | 27    | -     | -       | 7  | 9      | 11        | (2)*   |
| 12.    | Franz Klammer        | Rakousko    | 1972–1985    | 26    | 25    | -       | -  | -      | 1         | -      |
| 13.    | Ivica Kostelić       | Chorvatsko  | 1998–2016    | 26    | -     | 1       | -  | 15     | 9         | 1      |
| 14.    | Ted Ligety           | USA         | 2002-aktivní | 25    | -     | 6       | 15 | 3      | 1         |        |
| 15.    | Peter Müller         | Švýcarsko   | 1977–1992    | 24    | 19    | 2       | -  | -      | 3         | -      |
| 16.    | Gustav Thöni         | Itálie      | 1969–1980    | 24    | -     | NA      | 11 | 8      | 4         | 1      |
| 17.    | Michael von Grünigen | Švýcarsko   | 1989–2003    | 23    |       | -       | 23 | -      | -         | -      |
| 18.    | Kjetil André Aamodt  | Norsko      | 1989–2006    | 21    | 1     | 5       | 6  | 1      | 8         | -      |
| 19.    | Didier Cuche         | Švýcarsko   | 1993-2012    | 21    | 12    | 6       | 3  | -      | -         | -      |
| 20.    | Toni Sailer          | Rakousko    | 1957-1969    | 20    | 5     | 5       | 5  | 5      |           |        |

| Pořadí | Ženy                        | Stát            | Aktivní      | Výhry | Sjezd | Super G | OS | Slalom | Kombinace | Paral. |
| ------ | --------------------------- | --------------- | ------------ | ----- | ----- | ------- | -- | ------ | --------- | ------ |
| 1.     | Lindsey Vonnová             | USA             | 2000-aktivní | 82    | 43    | 28      | 4  | 2      | 5         | -      |
| 2.     | Annemarie Moserová-Pröllová | Rakousko        | 1969–1980    | 62    | 36    | —       | 16 | 3      | 7         | (2)*   |
| 3.     | Vreni Schneiderová          | Švýcarsko       | 1984–1995    | 55    | -     | -       | 20 | 34     | 1         | (1)*   |
| 4.     | Renate Götschlová           | Rakousko        | 1993–2009    | 46    | 24    | 17      | -  | 1      | 4         | -      |
| 5.     | Mikaela Shiffrinová         | USA             | 2012-aktivní | 72    | 1     | -       | 6  | 32     | 1         | 3      |
| 6.     | Anja Pärsonová              | Švédsko         | 1998-2012    | 42    | 6     | 4       | 11 | 18     | 3         | -      |
| 7.     | Marlies Schildová           | Rakousko        | 2001-2014    | 37    | -     | -       | 1  | 35     | 1         | -      |
| 8.     | Katja Seizingerová          | Německo         | 1989–1998    | 36    | 16    | 16      | 4  | -      | -         | -      |
| 9.     | Hanni Wenzelová             | Lichtenštejnsko | 1972–1984    | 33    | 2     | -       | 12 | 11     | 8         | -      |
| 10.    | Erika Hessová               | Švýcarsko       | 1978–1987    | 31    | -     | -       | 6  | 21     | 4         | -      |
| 11.    | Janica Kostelićová          | Chorvatsko      | 1998–2006    | 30    | 1     | 1       | 2  | 20     | 6         | -      |
| 12.    | Maria Rieschová             | Německo         | 2001-2014    | 27    | 11    | 3       | -  | 9      | 4         | -      |
| 13.    | Michela Figiniová           | Švýcarsko       | 1983–1990    | 26    | 17    | 3       | 2  | -      | 4         | -      |
| 13.    | Tina Mazeová                | Slovinsko       | 1999-2016    | 26    | 4     | 1       | 14 | 4      | 3         | -      |
| 15.    | Maria Walliserová           | Švýcarsko       | 1980–1990    | 25    | 14    | 3       | 6  | -      | 2         | -      |
| 15.    | Michaela Dorfmeisterová     | Rakousko        | 1991–2006    | 25    | 7     | 10      | 8  | -      | -         | -      |
| 17.    | Pernilla Wibergová          | Švédsko         | 1990–2002    | 24    | 2     | 3       | 2  | 14     | 3         | -      |
| 17.    | Lara Gutová-Behramiová      | Švýcarsko       | 2008-aktivní | 24    | 7     | 12      | 4  | -      | 1         |        |
| 17.    | Marie-Theres Nadigová       | Švýcarsko       | 1971–1981    | 24    | 13    | NA      | 6  | -      | 5         | -      |
| 17.    | Lise-Marie Morerodová       | Švýcarsko       | 1973–1980    | 24    | -     | NA      | 14 | 10     | -         | -      |
| 21.    | Carole Merleová             | Francie         | 1981–1994    | 22    | -     | 12      | 10 | -      | -         | -      |
| 22.    | Hilde Gergová               | Německo         | 1993–2005    | 20    | 7     | 8       | -  | 1      | 3         | 1      |

- ( )* Vítězství v těchto paralelních závodech nebyla započítána do klasifikace a statistik SP.

### Nejvíce umístění mezi 3 nejlepšími
Stav k 10. lednu 2016
| Pořadí | Muži               | Pódium |
| ------ | ------------------ | ------ |
| 1.     | Ingemar Stenmark   | 155    |
| 2.     | Marcel Hirscher    | 123    |
| 3.     | Marc Girardelli    | 100    |
| 4.     | Hermann Maier      | 96     |
| 5.     | Benjamin Raich     | 92     |
| 6.     | Alberto Tomba      | 88     |
| 7.     | Pirmin Zurbriggen  | 83     |
| 8.     | Bode Miller        | 79     |
| 9.     | Aksel Lund Svindal | 77     |
| 10.    | Stephan Eberharter | 75     |

| Pořadí | Ženy                        | Pódium |
| ------ | --------------------------- | ------ |
| 1.     | Lindsey Vonnová             | 137    |
| 2.     | Annemarie Moserová-Pröllová | 113    |
| 3.     | Renate Götschlová           | 110    |
| 4.     | Vreni Schneiderová          | 101    |
| 5.     | Anja Pärsonová              | 95     |
| 6.     | Hanni Wenzelová             | 89     |
| 7.     | Maria Rieschová             | 81     |
| 7.     | Tina Mazeová                | 81     |
| 9.     | Erika Hessová               | 76     |
| 9.     | Katja Seizingerová          | 76     |

### Nejvíce umístění mezi 10 nejlepšími
Stav k 10. lednu 2016.
| Pořadí | Muži                | Top 10 |
| ------ | ------------------- | ------ |
| 1.     | Kjetil André Aamodt | 231    |
| 2.     | Benjamin Raich      | 227    |
| 3.     | Marc Girardelli     | 212    |
| 4.     | Ingemar Stenmark    | 205    |
| 5.     | Didier Cuche        | 186    |
| 6.     | Aksel Lund Svindal  | 174    |
| 7.     | Pirmin Zurbriggen   | 170    |
| 8.     | Bode Miller         | 166    |
| 9.     | Hermann Maier       | 162    |
| 10.    | Marcel Hirscher     | 158    |

| Pořadí | Ženy                        | Top 10 |
| ------ | --------------------------- | ------ |
| 1.     | Lindsey Vonnová             | 213    |
| 2.     | Renate Götschlová           | 198    |
| 3.     | Anja Pärsonová              | 196    |
| 4.     | Hanni Wenzelová             | 189    |
| 5.     | Martina Ertlová             | 186    |
| 6.     | Maria Rieschová             | 175    |
| 7.     | Tina Mazeová                | 172    |
| 8.     | Annemarie Moserová-Pröllová | 171    |
| 9.     | Anita Wachterová            | 169    |
| 10.    | Michaela Dorfmeisterová     | 168    |

- Aktivní lyžař
- Výsledky paralelních závodů (kromě sezón 1975, 1997 a 2011) se nezapočítávají do statistiky Světového poháru.

## Vítězové všech pěti disciplín
Pouze několik univerzálních lyžařů dokázalo během kariéry zvítězit v závodech všech 5 disciplín Světového poháru. Marc Girardelli (1988–89), Petra Kronbergerová (1990–91) a Janica Kostelićová (2005–6) jsou pak jedinými, kterým se tento výkon podařil v rámci jedné sezóny. Protože se kombinace jezdí až od sezóny 1975 a Super G od sezóny 1983, jsou v tabulce uvedeni i lyžaři, kteří vyhráli všechny závody během své kariéry bez těchto událostí (NA znamená, že se daný závod ve Světovém poháru nekonal). Bode Miller je jediný lyžař historie, jenž zaznamenal alespoň pět vítězství v každé z pěti disciplín.
| Muži                | Stát        | Aktivní   | Výhry | Sjezd | Super G | OS | Slalom | Kombinace |
| ------------------- | ----------- | --------- | ----- | ----- | ------- | -- | ------ | --------- |
| Marc Girardelli     | Lucembursko | 1980–1996 | 46    | 3     | 9       | 7  | 16     | 11        |
| Pirmin Zurbriggen   | Švýcarsko   | 1981–1990 | 40    | 10    | 10      | 7  | 2      | 11        |
| Bode Miller         | USA         | 1997–2014 | 33    | 8     | 5       | 9  | 5      | 6         |
| Kjetil André Aamodt | Norsko      | 1989–2006 | 21    | 1     | 5       | 6  | 1      | 8         |
| Jean-Claude Killy   | Francie     | 1967–1968 | 18    | 6     | NA      | 7  | 5      | NA        |
| Günther Mader       | Rakousko    | 1982–1998 | 14    | 1     | 6       | 2  | 1      | 4         |
| Henri Duvillard     | Francie     | 1967–1973 | 6     | 3     | NA      | 2  | 1      | NA        |

| Ženy                 | Stát       | Aktivní      | Výhry | Sjezd | Super G | OS | Slalom | Kombinace |
| -------------------- | ---------- | ------------ | ----- | ----- | ------- | -- | ------ | --------- |
| Lindsey Vonnová      | USA        | 2000–aktivní | 82    | 43    | 28      | 4  | 2      | 5         |
| A. Moserová-Pröllová | Rakousko   | 1969–1980    | 62    | 36    | NA      | 16 | 3      | 7         |
| Anja Pärsonová       | Švédsko    | 1998–2012    | 42    | 6     | 4       | 11 | 18     | 3         |
| Janica Kostelićová   | Chorvatsko | 1998–2006    | 30    | 1     | 1       | 2  | 20     | 6         |
| Tina Mazeová         | Slovinsko  | 1999–aktivní | 26    | 4     | 1       | 14 | 4      | 3         |
| Pernilla Wibergová   | Švédsko    | 1990–2002    | 24    | 2     | 3       | 2  | 14     | 3         |
| Petra Kronbergerová  | Rakousko   | 1987–1992    | 16    | 6     | 2       | 3  | 3      | 2         |
| Nancy Greeneová      | Kanada     | 1967–1968    | 14    | 3     | NA      | 8  | 3      | NA        |
| Françoise Macchiová  | Francie    | 1968–1972    | 10    | 2     | NA      | 6  | 2      | NA        |

## Nejvíce vítězství za jednu sezónu
Seznam uvádí lyžaře, kteří v rámci jedné sezóny vyhráli alespoň 10 závodů.
| Muži               | Stát        | Sezóna    | Výhry | Sjezd | Super G | OS | Slalom | Kombinace |
| ------------------ | ----------- | --------- | ----- | ----- | ------- | -- | ------ | --------- |
| Hermann Maier      | Rakousko    | 2000–2001 | 13    | 5     | 3       | 5  | -      | -         |
| Jean-Claude Killy  | Francie     | 1967      | 12    | 5     | NA      | 4  | 3      | NA        |
| Ingemar Stenmark   | Švédsko     | 1979–1980 | 11    | -     | NA      | 6  | 5      | -         |
| Marc Girardelli    | Lucembursko | 1984–1985 | 11    | -     | 2       | 2  | 7      | -         |
| Pirmin Zurbriggen  | Švýcarsko   | 1986–1987 | 11    | 5     | 1       | 3  | -      | 2         |
| Alberto Tomba      | Itálie      | 1994–1995 | 11    | -     | -       | 4  | 7      | -         |
| Ingemar Stenmark   | Švédsko     | 1976–1977 | 10    | -     | NA      | 3  | 7      | -         |
| Ingemar Stenmark   | Švédsko     | 1980–1981 | 10    | -     | NA      | 6  | 4      | -         |
| Hermann Maier      | Rakousko    | 1997–1998 | 10    | 2     | 4       | 3  | -      | 1         |
| Hermann Maier      | Rakousko    | 1999–2000 | 10    | 3     | 4       | 3  | -      | -         |
| Stephan Eberharter | Rakousko    | 2001–2002 | 10    | 6     | 3       | 1  | -      | -         |

| Ženy                        | Stát      | Sezóna    | Výhry | Sjezd | Super G | OS | Slalom | Kombinace |
| --------------------------- | --------- | --------- | ----- | ----- | ------- | -- | ------ | --------- |
| Vreni Schneiderová          | Švýcarsko | 1988–1989 | 14    | -     | -       | 6  | 7      | 1         |
| Lindsey Vonnová             | USA       | 2011–2012 | 12    | 5     | 4       | 2  | -      | 1         |
| Annemarie Moserová-Pröllová | Rakousko  | 1972–1973 | 11    | 8     | NA      | 3  | -      | NA        |
| Anja Pärsonová              | Švédsko   | 2003–2004 | 11    | -     | -       | 5  | 6      | -         |
| Lindsey Vonnová             | USA       | 2009–2010 | 11    | 6     | 4       | -  | -      | 1         |
| Tina Mazeová                | Slovinsko | 2012–2013 | 11    | 1     | 1       | 5  | 2      | 2         |
| Annemarie Moserová-Pröllová | Rakousko  | 1974–1975 | 10    | 2     | NA      | 5  | -      | 3         |

## Bodovací systém
| Umístění →               | 1.  | 2. | 3. | 4. | 5. | 6. | 7. | 8. | 9. | 10. | 11. | 12. | 13. | 14. | 15. | 16. | 17. | 18. | 19. | 20 | 21. | 22. | 23. | 24. | 25 | 26. | 27. | 28. | 29. | 30. |
| ------------------------ | --- | -- | -- | -- | -- | -- | -- | -- | -- | --- | --- | --- | --- | --- | --- | --- | --- | --- | --- | -- | --- | --- | --- | --- | -- | --- | --- | --- | --- | --- |
| Současnost 1993–         | 100 | 80 | 60 | 50 | 45 | 40 | 36 | 32 | 29 | 26  | 24  | 22  | 20  | 18  | 16  | 15  | 14  | 13  | 12  | 11 | 10  | 9   | 8   | 7   | 6  | 5   | 4   | 3   | 2   | 1   |
| Systém 1992 1992         | 100 | 80 | 60 | 55 | 51 | 47 | 43 | 40 | 37 | 34  | 31  | 28  | 26  | 24  | 22  | 20  | 18  | 16  | 14  | 12 | 10  | 9   | 8   | 7   | 6  | 5   | 4   | 3   | 2   | 1   |
| Systém Top 15 1980–1991  | 25  | 20 | 15 | 12 | 11 | 10 | 9  | 8  | 7  | 6   | 5   | 4   | 3   | 2   | 1   |     |     |     |     |    |     |     |     |     |    |     |     |     |     |     |
| Systém 1979 † 1979       | 25  | 24 | 23 | 22 | 21 | 20 | 19 | 18 | 17 | 16  | 15  | 14  | 13  | 12  | 11  | 10  | 9   | 8   | 7   | 6  | 5   | 4   | 3   | 2   | 1  |     |     |     |     |     |
| Původní systém 1967–1979 | 25  | 20 | 15 | 11 | 8  | 6  | 4  | 3  | 2  | 1   |     |     |     |     |     |     |     |     |     |    |     |     |     |     |    |     |     |     |     |     |

Poznámka: † – bodovací systém uplatněný v sezóně 1978–79 pouze ve dvou posledních mužských sjezdech a třech posledních závodech ostatních disciplín vyjma kombinace.

### Statistika
Tabulka ukazuje souhrnnou statistickou analýzu pořadí celkové klasifikace Světového poháru od zavedení bodovacího systému prvních třiceti závodníků (Top 30) v roce 1992. Standardně je k výhře ve SP potřebné nasbírat přes tisíc bodů. V každé sezóně se to podařilo minimálně jednomu muži a ženě, nikdy však tuto hranici současně nepřekročilo více než pět mužů a žen v rámci sezóny.
|                  | Celková mužská klasifikace Světového poháru | Celková mužská klasifikace Světového poháru | Celková mužská klasifikace Světového poháru | Celková mužská klasifikace Světového poháru | Celková mužská klasifikace Světového poháru | Celková mužská klasifikace Světového poháru | Celková mužská klasifikace Světového poháru | Celková mužská klasifikace Světového poháru |
| Dokončené závody | Body vítěze                                 | Rozdíl mezi 1. a 2. místem                  | Body druhého                                | Body třetího                                | Počet lyžařů v sezóně:                      | Počet lyžařů v sezóně:                      | Počet lyžařů v sezóně:                      |                                             |
| Dokončené závody | Body vítěze                                 | Rozdíl mezi 1. a 2. místem                  | Body druhého                                | Body třetího                                | > 1000 b.                                   | > 500 b.                                    | > 200 b.                                    |                                             |
| ---------------- | ------------------------------------------- | ------------------------------------------- | ------------------------------------------- | ------------------------------------------- | ------------------------------------------- | ------------------------------------------- | ------------------------------------------- | ------------------------------------------- |
| Maximum          | 40                                          | 2000                                        | 743                                         | 1454                                        | 1307                                        | 5                                           | 19                                          | 43                                          |
| Průměr           | 34,9                                        | 1420                                        | 263                                         | 1157                                        | 1005                                        | 2,5                                         | 14                                          | 40                                          |
| Minimum          | 30                                          | 1009                                        | 2                                           | 775                                         | 760                                         | 1                                           | 8                                           | 37                                          |
|                  | Celková ženská klasifikace Světového poháru |                                             |                                             |                                             |                                             |                                             |                                             |                                             |
| Dokončené závody | Body vítězky                                | Rozdíl mezi 1. a 2. místem                  | Body druhé                                  | Body třetí                                  | Počet lyžařek v sezóně:                     | Počet lyžařek v sezóně:                     | Počet lyžařek v sezóně:                     |                                             |
| Dokončené závody | Body vítězky                                | Rozdíl mezi 1. a 2. místem                  | Body druhé                                  | Body třetí                                  | > 1000 b.                                   | > 500 b.                                    | > 200 b.                                    |                                             |
| Maximum          | 39                                          | 1970                                        | 536                                         | 1662                                        | 1391                                        | 5                                           | 19                                          | 45                                          |
| Průměr           | 33,3                                        | 1540                                        | 239                                         | 1301                                        | 1110                                        | 3,3                                         | 13                                          | 37                                          |
| Minimum          | 30                                          | 1248                                        | 3                                           | 931                                         | 904                                         | 1                                           | 9                                           | 32                                          |

|                            | Celková mužská a ženská klasifikace SP: Konečné údaje za 18 sezón | Celková mužská a ženská klasifikace SP: Konečné údaje za 18 sezón | Celková mužská a ženská klasifikace SP: Konečné údaje za 18 sezón | Celková mužská a ženská klasifikace SP: Konečné údaje za 18 sezón | Celková mužská a ženská klasifikace SP: Konečné údaje za 18 sezón | Celková mužská a ženská klasifikace SP: Konečné údaje za 18 sezón | Celková mužská a ženská klasifikace SP: Konečné údaje za 18 sezón | Celková mužská a ženská klasifikace SP: Konečné údaje za 18 sezón |
| > 1700 b.                  | > 1500 b.                                                         | > 1300 b.                                                         | > 1200 b.                                                         | > 1100 b.                                                         | > 1000 b.                                                         | > 900 b.                                                          | > 800 b.                                                          |                                                                   |
| -------------------------- | ----------------------------------------------------------------- | ----------------------------------------------------------------- | ----------------------------------------------------------------- | ----------------------------------------------------------------- | ----------------------------------------------------------------- | ----------------------------------------------------------------- | ----------------------------------------------------------------- | ----------------------------------------------------------------- |
| Vítěz                      | 5                                                                 | 17                                                                | 26                                                                | 34                                                                | 37                                                                | 38                                                                | 38                                                                | 38                                                                |
| Druhé místo                | -                                                                 | 3                                                                 | 15                                                                | 21                                                                | 25                                                                | 34                                                                | 36                                                                | 37                                                                |
| Třetí místo                | -                                                                 | -                                                                 | 4                                                                 | 6                                                                 | 12                                                                | 24                                                                | 33                                                                | 37                                                                |
|                            | > 600 bodů                                                        | > 500 bodů                                                        | > 400 bodů                                                        | > 300 bodů                                                        | > 200 bodů                                                        | > 100 bodů                                                        | >= 50 bodů                                                        | < 50 bodů                                                         |
| Rozdíl mezi 1. a 2. místem | 2                                                                 | 5                                                                 | 9                                                                 | 17                                                                | 21                                                                | 26                                                                | 29                                                                | 9                                                                 |

## Finále Světového poháru
Od roku 1993 pořádá Mezinárodní lyžařská federace (FIS) na konci sezóny v březnu Finále SP (World Cup Final). Během pěti dnů se konají závody ve čtyřech disciplínách: slalomu, obřím slalomu, Super G a sjezdu. Na tuto událost je pozváno omezené množství lyžařů, 25 nejlépe bodujících v dílčích klasifikacích jednotlivých disciplín sezóny a juniorští mistři světa daných disciplín. Pro užší startovní listinu je v každém závodu bodováno jen prvních patnáct lyžařů.

### Místa konání finále
- 1993  Åre, Švédsko
- 1994  Vail, USA
- 1995  Bormio, Itálie
- 1996  Lillehammer, Norsko
- 1997  Vail, USA
- 1998  Crans-Montana, Švýcarsko
- 1999  Sierra Nevada, Španělsko
- 2000  Bormio, Itálie
- 2001  Åre, Švédsko
- 2002  Altenmarkt-Zauchensee, Rakousko
- 2003  Lillehammer, Norsko
- 2004  Sestriere, Itálie
- 2005  Lenzerheide, Švýcarsko
- 2006  Åre, Švédsko
- 2007  Lenzerheide, Švýcarsko
- 2008  Bormio, Itálie
- 2009  Åre, Švédsko
- 2010  Garmisch-Partenkirchen, Německo
- 2011  Lenzerheide, Švýcarsko
- 2012  Schladming, Rakousko
- 2013  Lenzerheide, Švýcarsko
- 2014  Lenzerheide, Švýcarsko
- 2015  Méribel, Francie
- 2016  Svatý Mořic, Švýcarsko
- 2017  Aspen, Spojené státy
- 2018  Åre, Švédsko
- 2019  Soldeu, Andorra

## Paralelní závody
Seznam uvádí paralelní závody Světového poháru:
| Datum        | Místo             | Muži                 | Ženy                            | Disciplína  |
| ------------ | ----------------- | -------------------- | ------------------------------- | ----------- |
| 22–23.3.1975 | Val Gardena*      | Gustav Thöni         | Monika Kasererová               | Slalom      |
| 20.3.1976    | Mont St. Anne     | Franco Bieler        | Bernadette Zurbriggenová        | Slalom      |
| 19.3.1978    | Arosa             | Phil Mahre           | Annemarie Moserová-Pröllová     | Slalom      |
| 16.3.1980    | Saalbach          | Anton Steiner        | Annemarie Moserová-Pröllová (2) | Slalom      |
| 30.3.1981    | Laax              | Ingemar Stenmark     | Tamara McKinneyová              | Slalom      |
| 28.3.1982    | Montgenèvre       | Phil Mahre (2)       | Maria Eppleová                  | Slalom      |
| 21.3.1983    | Furano            | Ingemar Stenmark (2) | Anne-Flore Reyová               | Slalom      |
| 25.3.1984    | Oslo              | Hans Enn             | Olga Charvátová                 | Slalom      |
| 6.1.1986     | Vídeň             | Ivano Edalini        | -                               | Slalom      |
| 23.3.1986    | Bromont           | Paul Frommelt        | Vreni Schneiderová              | Slalom      |
| 22.12.1987   | Bormio            | Pirmin Zurbriggen    | Brigitte Oertliová              | Slalom      |
| 27.3.1988    | Saalbach          | Alberto Tomba        | Christina Meierová              | Slalom      |
| 11.3.1989    | Šiga Kōgen        | Bernhard Gstrein     | Chantal Bournissenová           | Slalom      |
| 24.3.1991    | Waterville        | Urs Kälin            | Anita Wachterová                | Slalom      |
| 24.10.1997   | Tignes*           | Josef Strobl         | Leila Piccardová                | Obří slalom |
| 28.11.1997   | Mammoth Mountain* | -                    | Hilde Gergová                   | Slalom      |
| 2.1.2011     | Mnichov*          | Ivica Kostelić       | Maria Pietilä Holmnerová        | Slalom      |

- * Pouze tyto čtyři závody byly započítávány do "hodnocení Světového poháru a oficiálních statistik FIS (vítězství/pódia)", ostatní byly pouze součástí hodnocení Poháru národů (Nations Cup).
- Vídeňský závod 1986 byl ve Světovém poháru první, který se konal za umělého osvětlení.

## Pohár národů
Do každoročního hodnocení Poháru národů jsou započítávány body všech závodníků daného státu v konkrétní sezóně.
| 1967 | Francie   | Rakousko  | Kanada          | Francie   | Rakousko  | Švýcarsko       | Francie            | Rakousko        | Kanada          |
| 1968 | Francie   | Rakousko  | Švýcarsko       | Rakousko  | Francie   | Švýcarsko       | Francie            | Rakousko        | USA             |
| 1969 | Rakousko  | Francie   | USA             | Rakousko  | Francie   | Švýcarsko       | Francie            | USA             | Rakousko        |
| 1970 | Francie   | Rakousko  | USA             | Francie   | Rakousko  | Švýcarsko       | Francie            | USA             | Rakousko        |
| 1971 | Francie   | Rakousko  | Švýcarsko       | Francie   | Švýcarsko | Rakousko        | Francie            | Rakousko        | USA             |
| 1972 | Francie   | Rakousko  | Švýcarsko       | Švýcarsko | Francie   | Itálie          | Francie            | Rakousko        | USA             |
| 1973 | Rakousko  | Francie   | Švýcarsko       | Rakousko  | Itálie    | Švýcarsko       | Rakousko           | Francie         | Západní Německo |
| 1974 | Rakousko  | Itálie    | Švýcarsko       | Itálie    | Rakousko  | Švýcarsko       | Rakousko           | Západní Německo | Francie         |
| 1975 | Rakousko  | Itálie    | Švýcarsko       | Itálie    | Rakousko  | Švýcarsko       | Rakousko           | Švýcarsko       | Západní Německo |
| 1976 | Rakousko  | Švýcarsko | Itálie          | Itálie    | Rakousko  | Švýcarsko       | Rakousko           | Západní Německo | Švýcarsko       |
| 1977 | Rakousko  | Švýcarsko | Itálie          | Rakousko  | Švýcarsko | Itálie          | Rakousko           | Švýcarsko       | Francie         |
| 1978 | Rakousko  | Švýcarsko | USA             | Rakousko  | Itálie    | Švédsko         | Rakousko           | Švýcarsko       | Západní Německo |
| 1979 | Rakousko  | Švýcarsko | Itálie          | Rakousko  | Švýcarsko | Itálie          | Rakousko           | Západní Německo | USA             |
| 1980 | Rakousko  | Švýcarsko | Lichtenštejnsko | Rakousko  | Švýcarsko | Švédsko         | Rakousko Švýcarsko |                 | Lichtenštejnsko |
| 1981 | Švýcarsko | USA       | Rakousko        | Rakousko  | Švýcarsko | USA             | Švýcarsko          | USA             | Západní Německo |
| 1982 | Švýcarsko | Rakousko  | USA             | Rakousko  | Švýcarsko | USA             | Západní Německo    | Švýcarsko       | USA             |
| 1983 | Švýcarsko | Rakousko  | USA             | Švýcarsko | Rakousko  | Švédsko         | Švýcarsko          | Rakousko        | USA             |
| 1984 | Švýcarsko | Rakousko  | USA             | Rakousko  | Švýcarsko | Švédsko         | Švýcarsko          | USA             | Rakousko        |
| 1985 | Švýcarsko | Rakousko  | Západní Německo | Švýcarsko | Rakousko  | Itálie          | Švýcarsko          | Západní Německo | Rakousko        |
| 1986 | Švýcarsko | Rakousko  | Západní Německo | Rakousko  | Švýcarsko | Itálie          | Švýcarsko          | Rakousko        | Západní Německo |
| 1987 | Švýcarsko | Rakousko  | Západní Německo | Švýcarsko | Rakousko  | Itálie          | Švýcarsko          | Rakousko        | Západní Německo |
| 1988 | Rakousko  | Švýcarsko | Západní Německo | Rakousko  | Švýcarsko | Itálie          | Švýcarsko          | Rakousko        | Západní Německo |
| 1989 | Švýcarsko | Rakousko  | Západní Německo | Rakousko  | Švýcarsko | Západní Německo | Švýcarsko          | Rakousko        | Francie         |
| 1990 | Rakousko  | Švýcarsko | Západní Německo | Rakousko  | Švýcarsko | Itálie          | Rakousko           | Švýcarsko       | Západní Německo |
| 1991 | Rakousko  | Švýcarsko | Německo         | Rakousko  | Švýcarsko | Norsko          | Rakousko           | Švýcarsko       | Německo         |
| 1992 | Rakousko  | Švýcarsko | Německo         | Švýcarsko | Rakousko  | Itálie          | Rakousko           | Německo         | Švýcarsko       |
| 1993 | Rakousko  | Švýcarsko | Německo         | Rakousko  | Švýcarsko | Norsko          | Rakousko           | Německo         | Švýcarsko       |
| 1994 | Rakousko  | Švýcarsko | Itálie          | Rakousko  | Norsko    | Švýcarsko       | Německo            | Rakousko        | Švýcarsko       |
| 1995 | Rakousko  | Švýcarsko | Itálie          | Rakousko  | Itálie    | Norsko          | Švýcarsko          | Německo         | Rakousko        |
| 1996 | Rakousko  | Švýcarsko | Itálie          | Rakousko  | Švýcarsko | Itálie          | Rakousko           | Německo         | Švýcarsko       |
| 1997 | Rakousko  | Itálie    | Švýcarsko       | Rakousko  | Itálie    | Norsko          | Německo            | Rakousko        | Itálie          |
| 1998 | Rakousko  | Německo   | Itálie          | Rakousko  | Švýcarsko | Norsko          | Německo            | Rakousko        | Itálie          |
| 1999 | Rakousko  | Norsko    | Švýcarsko       | Rakousko  | Norsko    | Švýcarsko       | Rakousko           | Německo         | Francie         |
| 2000 | Rakousko  | Itálie    | Švýcarsko       | Rakousko  | Švýcarsko | Norsko          | Rakousko           | Francie         | Itálie          |
| 2001 | Rakousko  | Švýcarsko | Francie         | Rakousko  | Švýcarsko | Norsko          | Rakousko           | Francie         | Švýcarsko       |
| 2002 | Rakousko  | Švýcarsko | Itálie          | Rakousko  | Švýcarsko | Francie         | Rakousko           | Švýcarsko       | Itálie          |
| 2003 | Rakousko  | Švýcarsko | USA             | Rakousko  | Švýcarsko | USA             | Rakousko           | Itálie          | Německo         |
| 2004 | Rakousko  | Itálie    | USA             | Rakousko  | Itálie    | Švýcarsko       | Rakousko           | Německo         | USA             |
| 2005 | Rakousko  | USA       | Itálie          | Rakousko  | USA       | Itálie          | Rakousko           | USA             | Německo         |
| 2006 | Rakousko  | USA       | Itálie          | Rakousko  | USA       | Itálie          | Rakousko           | Švédsko         | USA             |
| 2007 | Rakousko  | Švýcarsko | USA             | Rakousko  | Švýcarsko | Itálie          | Rakousko           | USA             | Švédsko         |
| 2008 | Rakousko  | Švýcarsko | Itálie          | Rakousko  | Švýcarsko | Itálie          | Rakousko           | USA             | Itálie          |
| 2009 | Rakousko  | Švýcarsko | Itálie          | Rakousko  | Švýcarsko | Itálie          | Rakousko           | Švýcarsko       | Německo         |
| 2010 | Rakousko  | Švýcarsko | Itálie          | Rakousko  | Švýcarsko | Itálie          | Rakousko           | Německo         | Švýcarsko       |
| 2011 | Rakousko  | Švýcarsko | Itálie          | Rakousko  | Švýcarsko | Itálie          | Rakousko           | Německo         | USA             |
| 2012 | Rakousko  | Itálie    | Švýcarsko       | Rakousko  | Švýcarsko | Itálie          | Rakousko           | USA             | Itálie          |
| 2013 | Rakousko  | Itálie    | USA             | Rakousko  | Itálie    | Francie         | Rakousko           | USA             | Německo         |
| 2014 | Rakousko  | Švýcarsko | Itálie          | Rakousko  | Francie   | Itálie          | Rakousko           | Švýcarsko       | Švédsko         |
| 2015 | Rakousko  | Itálie    | Švýcarsko       | Rakousko  | Francie   | Itálie          | Rakousko           | USA             | Itálie          |

V prvních letech poháru dominoval francouzský tým, když v Poháru národů zvítězil v pěti z úvodních šesti ročníků. Po zbytek 70. let převzali roli lídra Rakušané, po většinu 80. let vystřídáni švýcarským družstvem. Rakousko se na špici vrátilo roku 1988 a od sezóny 1990 poháru dominuje sérií výher celkového pořadí a až na výjimky také v klasifikacích mužů i žen. V sezóně 2000 dosáhl tým rekord, když nasbíral celkem 17 927 bodů, stejně tak v sezóně 2004 vytvořili rekordní rozdíl v umístění prvního a druhého družstva, když mezi Rakouskem a druhou Itálií byla diference 12 066 bodů.
Ke konci sezóny 2015 Rakousko celkově zvítězilo ve 26 sezónách v řadě, muži dosáhli 23krát prvního místa za sebou a ženy pak triumfovaly 17krát v řadě. Rakouský tým je také jediný, který se v celkové klasifikaci vždy umístil mezi prvními třemi, z 49 ročníků 36 vyhrál, 12krát skončil na druhém a jednou na třetím místě.
Tabulka obsahuje počet umístění států na prvním, druhém a třetím místě v Poháru národů (stav po sezóně 2011):
| Rakousko        | 32 | 12 | 1  | 34 | 9  | 1  | 26 | 12 | 5  |
| Švýcarsko       | 8  | 21 | 9  | 5  | 24 | 11 | 10 | 8  | 7  |
| Francie         | 5  | 2  | 1  | 3  | 3  | 2  | 6  | 3  | 4  |
| Itálie          | -  | 5  | 14 | 3  | 5  | 16 | -  | 1  | 5  |
| USA             | -  | 3  | 9  | -  | 2  | 3  | -  | 7  | 9  |
| Německo         | -  | 1  | 9  | -  | -  | 1  | 4  | 12 | 12 |
| Norsko          | -  | 1  | -  | -  | 2  | 7  | -  | -  | -  |
| Kanada          | -  | -  | 1  | -  | -  | -  | -  | -  | 1  |
| Lichtenštejnsko | -  | -  | 1  | -  | -  | -  | -  | -  | 1  |
| Švédsko         | -  | -  | -  | -  | -  | 4  | -  | 1  | 1  |

Poznámka: Výsledky Západního Německa (do roku 1990) a sjednoceného Německa jsou započítávány společně.

### Státy s vítězným závodem
Tabulka obsahuje státy, jejichž závodník zvítězil alespoň v jednom závodě Světového poháru. Stav k 19. březnu 2011.
| Stát            | Celkové výhry | Celkové výhry | Celkové výhry |       | Výhry podle disciplíny | Výhry podle disciplíny | Výhry podle disciplíny | Výhry podle disciplíny | Výhry podle disciplíny | Výhry podle disciplíny | Výhry podle disciplíny |
| Stát            | Muži          | Ženy          | M+Ž           | Sjezd | Super G                | OS                     | Slalom                 | Kombinace              | Paralel. závod         | Soutěž družstev        |                        |
| --------------- | ------------- | ------------- | ------------- | ----- | ---------------------- | ---------------------- | ---------------------- | ---------------------- | ---------------------- | ---------------------- | ---------------------- |
| Rakousko        | 429           | 335           | 764           | 274   | 118                    | 161                    | 163                    | 42                     | 2 z 8                  | 4 (2+2)                |                        |
| Švýcarsko       | 248           | 275           | 523           | 189   | 47                     | 144                    | 89                     | 54                     | 6                      | -                      |                        |
| Francie         | 112           | 150           | 262           | 52    | 27                     | 65                     | 115                    | 2                      | 1 z 2                  | -                      |                        |
| Itálie          | 159           | 66            | 225           | 38    | 21                     | 74                     | 83                     | 6                      | 1 ze 4                 | 2 (1+1)                |                        |
| USA             | 104           | 119           | 223           | 68    | 26                     | 45                     | 58                     | 26                     | 3                      | -                      |                        |
| Německo         | 32            | 165           | 197           | 50    | 46                     | 42                     | 45                     | 13                     | 1 ze 3                 | -                      |                        |
| Švédsko         | 112           | 77            | 189           | 8     | 11                     | 67                     | 96                     | 6                      | 1 ze 3                 | -                      |                        |
| Norsko          | 89            | 8             | 97            | 22    | 18                     | 25                     | 19                     | 13                     | -                      | -                      |                        |
| Kanada          | 33            | 36            | 69            | 41    | 10                     | 12                     | 5                      | 1                      | -                      | -                      |                        |
| Lichtenštejnsko | 24            | 36            | 60            | 5     | 3                      | 17                     | 21                     | 14                     | 1                      | -                      |                        |
| Slovinsko       | 23            | 33            | 56            | 3     | 3                      | 16                     | 33                     | 1                      | -                      | -                      |                        |
| Chorvatsko      | 18            | 30            | 48            | 1     | 2                      | 2                      | 31                     | 11                     | 1                      | -                      |                        |
| Lucembursko     | 46            | -             | 46            | 3     | 9                      | 7                      | 16                     | 11                     | -                      | -                      |                        |
| Finsko          | 14            | 11            | 25            | -     | -                      | 9                      | 16                     | -                      | -                      | -                      |                        |
| Španělsko       | 1             | 10            | 11            | -     | -                      | 7                      | 4                      | -                      | -                      | -                      |                        |
| Nový Zéland     | -             | 5             | 5             | -     | -                      | -                      | 5                      | -                      | -                      | -                      |                        |
| Rusko           | -             | 5             | 5             | 4     | 1                      | -                      | -                      | -                      | -                      | -                      |                        |
| Sovětský svaz   | 5             | -             | 5             | 1     | -                      | 3                      | 1                      | -                      | -                      | -                      |                        |
| Česko           | 1             | 3             | 4             | -     | -                      | -                      | 2                      | -                      | -                      | 2 (1+1)                |                        |
| Československo  | -             | 3             | 3             | 1     | -                      | -                      | 1                      | 1                      | 1                      | -                      |                        |
| Austrálie       | 2             | 1             | 3             | 1     | 1                      | -                      | 1                      | -                      | -                      | -                      |                        |
| Polsko          | 1             | 1             | 2             | -     | -                      | -                      | 2                      | -                      | -                      | -                      |                        |
| Bulharsko       | 1             | -             | 1             | -     | -                      | -                      | 1                      | -                      | -                      | -                      |                        |
| Celkově         | 1454          | 1369          | 2823          | 761   | 343                    | 696                    | 807                    | 201                    | 7 (z 32)               | 8                      |                        |

Poznámky: Pouze 7 z 32 paralelních závodů bylo započítáno do oficiální klasifikace Světového poháru (závody v letech 1975, 1997, a 2011).
Všechny výhry, které zaznamenali lyžaři Socialistické federativní republiky Jugoslávie jsou přičetny Slovinsku, protože závodníci bez výjimky pocházeli ze Socialistické republiky Slovinsko. Výsledky Sovětského svazu a Ruska, stejně jako Československa a České republiky, jsou počítány odděleně. Výsledky Západního Německa (do roku 1990) a sjednoceného Německa jsou započítávány společně.
Závod Světového poháru vyhráli alpští lyžaři z 23 států, z toho muži z 19 a ženy z 20 různých suverénních států.
Marc Girardelli zaznamenal všech 46 lucemburských vítězství, zatímco Janica Kostelićová má 30 z celkových 48 chorvatských titulů, zbytek obstaral její bratr Ivica Kostelić. Ingemar Stenmark stále drží téměř polovinu ze 188 švédských výher.